# Barbus tangandensis
 Barbus tangandensis és una espècie de peix cipriniforme de la família dels ciprínids.

## Morfologia
Els mascles poden assolir els 7,6 cm de longitud total.

## Distribució geogràfica
Es troba a Zimbàbue i a Zàmbia (riu Congo).